# Sediqeh Dowlatabadi

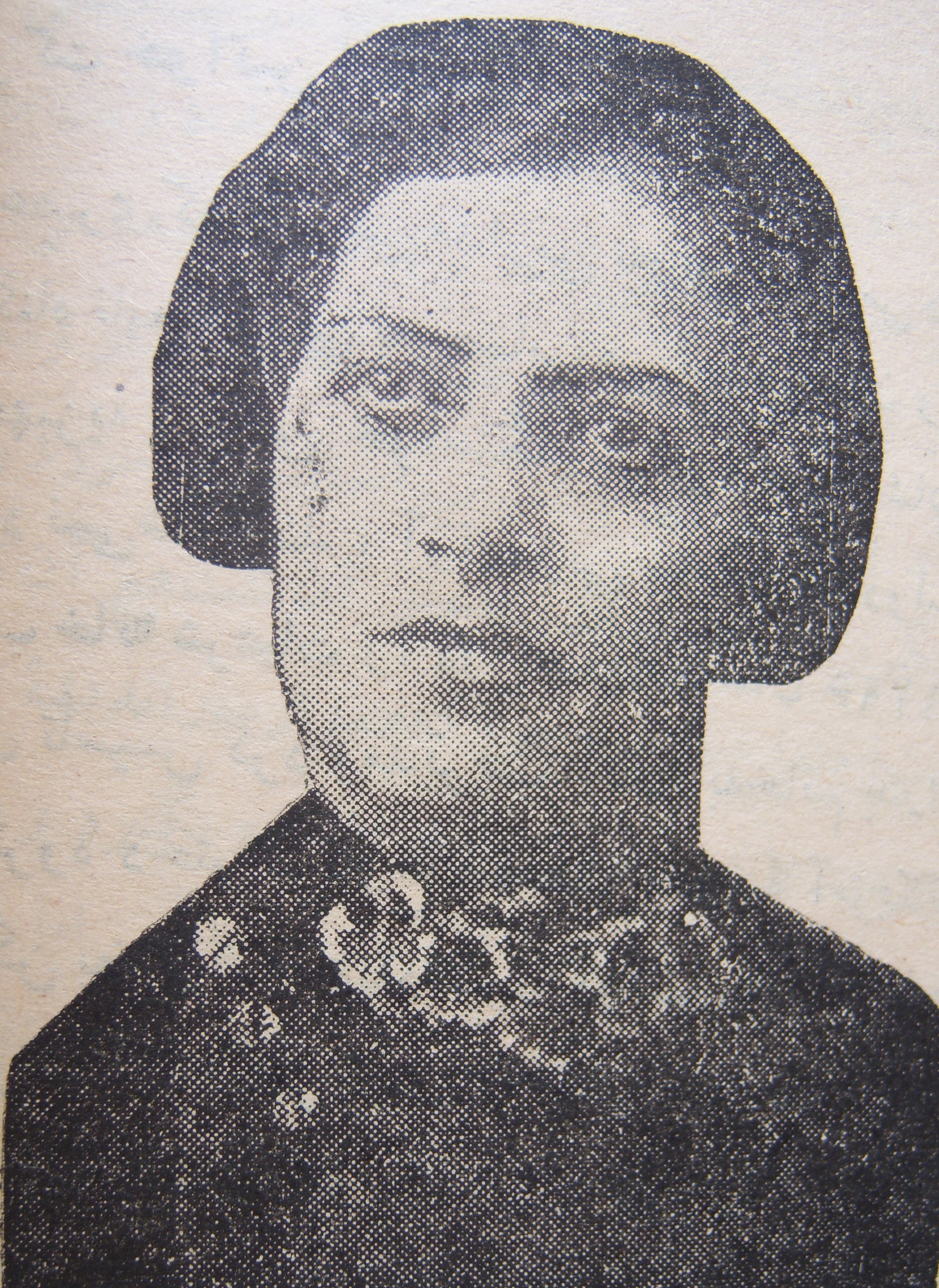
Sediqeh Dowlatabadi

Sediqeh Dowlatabadi (1882, Ispahan – 30 juillet 1961) (persan : صدیقه دولت‌آبادی) est une journaliste iranienne, militante féministe et pionnière du mouvement perse pour les droits des femmes.
Son père est un religieux libéral, chef de file de la communauté babie, qui permet à ses filles de poursuivre des études. Elle les complète à la Sorbonne,. Elle maîtrise le français et l'anglais.
Elle dirige, à partir de 1919, le premier magazine féminin à Ispahan : Zaban-e Zanan (« La Langue des femmes »). La ligne éditoriale se concentre sur le droit des femmes à l'instruction et critique les traditions patriarcales du pays. Le journal est interdit sur ordre du premier ministre Tonekaboni (en). Elle fonde une association féministe , qui doit déménager d'Ispahan à Téhéran après une attaque par des fondamentalistes. L'association se bat pour que les droits aux femmes soient reconnus, en particulier en matière d'éducation, mais sans succès, puisque la nouvelle constitution, en 1906, ne leur accorde pas le droit de vote et limite leur droit à l'instruction. Elle ouvre une école de filles en 1918, qui doit fermer après seulement quelques mois,. Sadiqeh milite contre le port du hijab,. Elle défend également l'indépendance de l'Iran contre les ingérences britannique et russe.
Dowlatabadi fait lire, lors de la séance du 11 juin 1924 de la Société de sociologie de Paris, deux notes consacrées à présenter respectivement l'histoire de la féminisation de l'enseignement primaire en Perse et les contours du mouvement féministe perse. Elle exprime, dans ce second texte, la revendication d'une égale capacité des femmes à « recevoir une haute culture scientifique et littéraire », à « intervenir dans les affaires du gouvernement et de la nation » et à « utiliser les appareils électriques et les machines à vapeur ».
En 1926, elle participe au Congrès international des femmes. À son retour, elle se montre habillée à l'européenne, sans voile. Elle représente l'Iran à la première conférence des femmes musulmanes organisée à Damas en 1930. Elle participe à la création, en 1935, du Centre pour les femmes.
Emportée par la maladie en 1961, elle est enterrée au cimetière de Zargandeh. Elle demande qu'aucune femme voilée n'assiste à ses funérailles. Sa tombe est profanée au cours de la révolution islamique de 1979, puis détruite.